# Nagrada Popescu

Popescu nagrada (angleško The Corneliu M. Popescu Prize) je literarna nagrada za najboljši prevod poezije iz evropskega jezika v angleščino, ki jo podeljuje angleška organizacija Poetry Society na 2 leti. Od leta 1983-1997 je delovala pod imenom European Poetry Translation Prize. Leta 2003 je bila prenovljena pod imenom Popescu nagrada v spomin na romunskega prevajalca Corneliu M. Popesca, ki je v angleški jezik prevajal poezijo enega vodilnih romunskih pesnikov, Mihaija Eminescuja. Trenutna finančna podpora prihaja iz strani fundacije Ratiu (ustanovljena v Londonu leta 1979, v podporo raziskav na področju kulture in zgodovine Romunije). 

## Organizacija Poetry Society
Je organizacija odprta za vse, ki imajo cilj spodbujati razvoj poezije. Ustanovljena je bila leta 1909 v Londonu.
Izdaja tudi vodilno revijo o poeziji v Veliki Britaniji, pod imenom Poetry Review.

## Zgodovina
Leta 1982 je angleška organizacija Poetry Society prejela pismo, ki je vsebovalo prevode poezij romunskega pesnika Mihaija Eminescuja. Pošiljatelj pisma je bil Mihai Popescu, ki je želel, da bi v spomin na sina, avtorja prevodov, ki je umrl leta 1977 v potresu, ustanovili nagrado. Prevodi so navdušili predsednika organizacije in izgnanega romunskega dopisnika Iona Ratiuja, ki sta poskrbela za realizacijo ideje tako, da sta najprej obiskala Romunijo, da bi oglaševala nagrado v Popescujevi rodni državi. Doživela sta kratkotrajno zavrnitev s strani romunskih komunistov, ki se niso strinjali, da bi nagrado ustanovil človek, ki je bil iz njihove države izgnan. Po premisleku in ugotovitvi, da bi nagrada bila v čast Romuniji in ne bi nosila nobene politične posledice, so ideji ugodili. Z letom 1983 je bila nagrada prvič podeljena pod imenom European Poetry Translation Prize, podeljevali so jo vse do leta 1997. V tem času sta British Council in Arts Council of Great Britain nudila finančno podporo nagradi. Ščasoma se je Ion Ratiu vrnil v Romunijo, kjer je postal predsedniški kandidat in senator (umrl leta 2000). Leta 2003 je bila nagrada prenovljena in preimenovana v nagrado Popescu s finančno podporo fundacije Ratiu, ki je last družine omenjenega Iona Ratiuja.

## Nagrajenci nagrade Popescu
- 2003- Hans Magnus Enzensberger: Lighter than Air; prevod: David Constantine
- 2005- Marin Sorescu: The Bridge; prevod: Adam J. Sorkin & Lidia Vianu
- 2007- Kristiina Ehin: The Drums of Silence; prevod: Ilmar Lehtpere
- 2009- Gabriela Mistral: Madwomen; prevod: Randall Couch
- 20011- Toon Tellegen: Raptors; prevod: Judith Wilkinson
- 2013- Alice Oswald: Memorial